# Ghemme
Ghemme (Ghem in piemontese, Ghemm in dialetto novarese, Agamium in latino) è un comune italiano di 3 431 abitanti della provincia di Novara in Piemonte. 
Dal 1994 fa parte delle "Città del vino" e dal 2002 delle "Città del miele".

## Geografia fisica
Il paese si trova nel Medio Novarese, sulla riva sinistra del fiume Sesia, nei pressi del confine con la provincia di Vercelli e poco lontano dall'imbocco della Valsesia.
Dista circa 25 km da Novara e 17 km da Borgomanero.
L'abitato sorge alla base di uno dei tre pianalti che caratterizzano il territorio del medio novarese i cui pendii assolati sono ampiamente sfruttati per la coltivazione della vite.

### Idrografia
I principali corsi d'acqua che scorrono nel territorio sono il Sesia la roggia Mora, il torrente Strona ed il torrente Strego; quest'ultimo è stato altamente inquinato dalla discarica del comune.

## Storia
Il comune di Ghemme ha origini molto antiche, che vengono fatte risalire fino al Neolitico. Sulla collina a nord del centro abitato si sono succeduti negli anni diversi ritrovamenti archeologici.
Di origine celtica, prende il suo nome dagli Agamini, un gruppo celtico che si era stanziato nella zona. Successivamente viene romanizzata con il nome di Pagus Agamino, poi trasformato in Agamium. Si ritrovano alcune citazioni di Agamium in Plinio. L'antica denominazione Agamium, che deriva dal nome della popolazione di origine celtica degli "Agamini", ha avuto un'evoluzione nel tempo: Agamium -> Agheme -> Gheme -> Ghemme.
Nel 356 si trova testimonianza di Ghemme in una lettera di Sant'Eusebio indirizzata agli "Agamini ad Palatium".
Ghemme è un centro importante nel Medioevo: feudo sotto i De Castello-Barbavara intorno al 1150 e poi dei Bergamino (1470), come fa fede il diploma di riconferma a questi da parte del Barbarossa che porta la data del 1150. 
Nel 1467, presso il Castello Ricetto, venne ospitato il Duca di Milano Galeazzo Maria Sforza, in visita per la Pace di Ghemme, un trattato che sancì la fine delle ostilità fra il Ducato di Milano e il Ducato di Savoia, che da diversi anni erano nazioni rivali. Il territorio ghemmese si trovava all'epoca sotto il dominio del Ducato di Milano, e il confine naturale tra le due potenze era costituito dal fiume Sesia. Tale evento è oggetto di una rievocazione storica annuale. 
Nel corso del XV e XVI secolo si insediarono a Ghemme alcune delle più ricche famiglie novaresi e milanesi, interessate dalla fertilità dei campi dovuta al Sesia, ai suoi torrenti e alla bontà dei vini già decantati da Plinio. Ebbe come feudatari i Tettoni, gli Omodei, i Della Porta Modignani e infine entrò a far parte del dominio dei Savoia con Benedetto Maurizio, duca del Chiablese e marchese di Ghemme.
Tra gli uomini illustri a cui Ghemme diede i natali il più noto è senza dubbio Alessandro Antonelli. Il padre Costanzo, trasferitosi a Ghemme a esercitare la professione notarile e a ricoprire la carica di segretario comunale, ebbe numerosissimi figli e ben sei nacquero durante gli oltre venti anni della sua presenza nel paese. Il 14 luglio 1798 vide la luce in casa Antonelli, nell'odierna via Novara, il celebre architetto.
Il 6 marzo 1945, nelle campagne attorno a Ghemme, i nazisti fucilarono 10 partigiani. 

### Simboli
Lo stemma è stato riconosciuto con DCG del 21 novembre 1929. Vi è rappresentato, in campo d'argento, un mazzo di spighe di grano posto in banda, accollato a un grappolo d'uva nera.
Il gonfalone è stato concesso con regio decreto del 19 luglio 1929 ed è costituito da un drappo di colore verde scuro.

## Monumenti e luoghi d'interesse

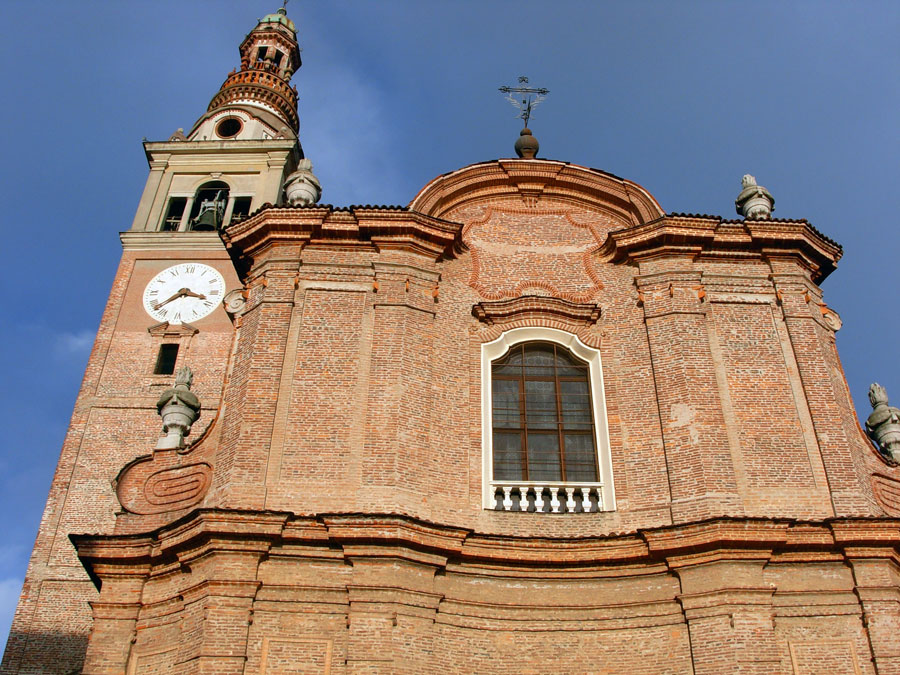
Facciata della chiesa parrocchiale

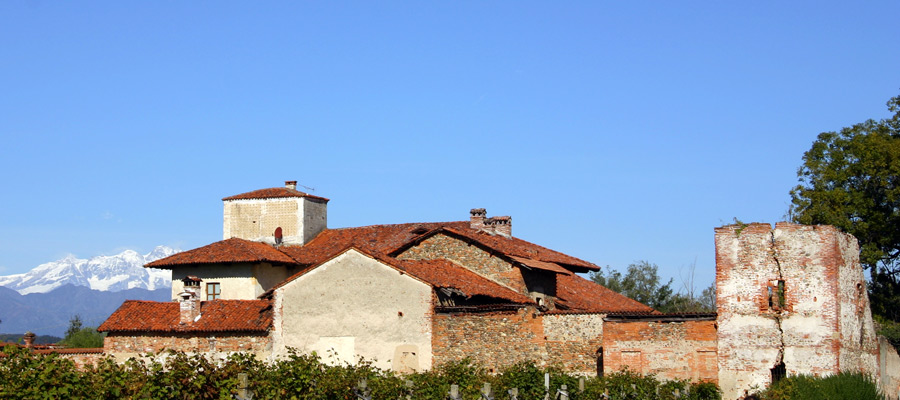
La cascina-castello Cavenago

- Chiesa di Santa Maria Assunta, eretta a partire dal 1666 su una precedente antica chiesa e l'annesso cimitero. Nel 1863 fu completata con la costruzione dello scurolo dedicato alla beata Panacea, progettato dell'Antonelli. All'interno è possibile vedere pregevoli opere di scultori e pittori. Il campanile è seicentesco e ha una cuspide eclettica dell'800.[10]
- Chiesa di San Rocco, documentata già nel 1532 e ampliata alle dimensioni attuali nel XVII secolo. All'interno sono conservati quattro affreschi dei secoli XV e XVIII, recuperati da edifici in demolizione.
- Chiesa di San Fabiano, edificata tra il 1681 e il 1682 al posto di una antecedente cappella appena fuori le mura del paese; presenta una volta a botte e facciata con due finestrelle ad orandum. Conserva un grande affresco quattrocentesco della primitiva cappella raffigurante una Crocifissione con santi, attribuita al pittore Bartolonus.
- Il Castello-ricetto, edificato tra l'XI e il XV secolo, un tempo cinto da fossato e mura con merli alla ghibellina[11].
- Il castello Cavenago, di origine cinquecentesca, domina la collina coltivata a vite e l'abitato. Si presenta a forma di quadrilatero con torrioni angolari, uno dei quali nel seicento è stato trasformato in un piccolo oratorio dedicato a santa Rosa da Lima[11].
- Riserva naturale orientata delle Baragge

## Società

### Evoluzione demografica
Abitanti censiti

## Cultura

### Prodotti tipici

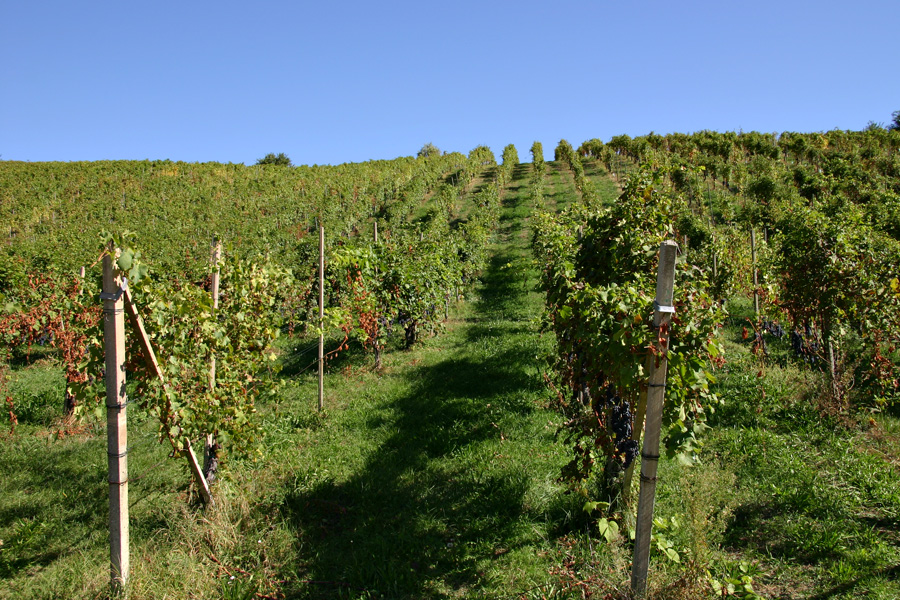
Vitigni nel territorio di Ghemme

La cucina tipica è quella novarese; prodotti tipici di Ghemme sono specificamente il vino (la cui produzione risale ai tempi dei Romani), il miele e il pane.
La produzione vinicola eccelle con il rosso Ghemme DOCG, prodotto da uve nebbiolo e vespolina, uno dei circa 40 vini DOCG esistenti in Italia, ma oltre a questo vengono prodotti diversi altri vini DOC delle Colline Novaresi, tra cui anche una varietà di bianco.
Ghemme è sinonimo di eccellenza anche nel campo della produzione di miele e ha aderito, insieme ad altre 9 città italiane, all'Associazione Nazionale Italiana "Le città del Miele". Le produzioni tipiche di Ghemme sono il miele d'acacia, tra i migliori e più puri d'Italia, e il millefiori. Gli apicoltori professionisti sono 6, più altri 3 nomadisti, per un totale di 600 arnie e 20 tonnellate di produzione media annua.
A Ghemme si tiene inoltre unconcorso annuale per incentivare la produzione del miele di qualità e valorizzare le produzioni tipiche piemontesi.

### Biblioteche
È presente la biblioteca internazionale dell'acquavite e del liquore

### Feste e ricorrenze
Tra l'ultima settimana di aprile e la prima di maggio, all'interno della suggestiva cornice del castello, ha luogo l'annuale mostra mercato del vino.
Il primo venerdì di maggio, in onore della beata Panacea si svolge una festa religiosa con tradizione molto antica, oggi affiancata a manifestazioni laiche, per lo più legate alla mostra del vino.
Panacea (o Panasia), nata a Quarona da madre ghemmese e rimasta orfana in tenera età, ebbe a subire molte persecuzioni dalla matrigna, che giunse a ucciderla alla sola età di quindici anni conficcandole i fusi da filare nel capo.
La leggenda vuole che gli angeli pascolassero il gregge di Panacea mentre la fanciulla pregava. Una sera le pecore tornarono sole alla stalla e la matrigna furibonda corse a cercarla e la uccise in quel modo crudele. Miracolosamente le campane della chiesa di S. Giovanni Battista cominciarono a suonare da sole a festa, così tutti gli abitanti di Quarona vennero a conoscenza del misfatto.
Solo alla presenza del vescovo fu possibile caricare il corpo della fanciulla su di un carro; le due giumente che lo trainavano proseguirono fino a Ghemme e si fermarono miracolosamente nel luogo ove era sepolta la madre di Panacea.
La devozione verso la figura della pastorella vergine e martire è continuata nei secoli e ancora oggi la festa in suo onore si celebra con grande partecipazione di devoti di Ghemme, di Quarona, di tutta la Valsesia e dei paesi vicini.

## Geografia antropica
Il paese oggi è diviso in 4 rioni: San Dionigi, San Pietro, Castello e Ruga Ferrera.

## Economia
Ghemme è rinomato per la produzione vinicola che ne rappresenta la maggior fonte di reddito con numerose aziende attive nel settore, anche se la maggior parte della popolazione attiva non lavora nell'agricoltura.
Le principali e più note aziende industriali derivano la loro attività proprio dalla vocazione vinicola del territorio:
- Produzione di vino;
- Aceto e derivati (Ponti);
- Grappa (Francoli);

Nel territorio si produce anche l’omonimo vino a denominazione DOCG.
Molto importanti sono anche i settori dell'industria tessile (Crespi, Loro Piana) e dell'apicoltura.

## Amministrazione
Di seguito è presentata una tabella relativa alle amministrazioni che si sono succedute in questo comune.
| Periodo        | Periodo        | Primo cittadino   | Partito                           | Carica  | Note   |
| -------------- | -------------- | ----------------- | --------------------------------- | ------- | ------ |
| 31 maggio 1985 | 29 maggio 1990 | Roberto Uglioni   | Democrazia Cristiana              | Sindaco | [ 14 ] |
| 29 maggio 1990 | 24 aprile 1995 | Roberto Uglioni   | Democrazia Cristiana              | Sindaco | [ 14 ] |
| 24 aprile 1995 | 14 giugno 1999 | Alfredo Corazza   | centro-sinistra                   | Sindaco | [ 14 ] |
| 14 giugno 1999 | 14 giugno 2004 | Alfredo Corazza   | lista civica                      | Sindaco | [ 14 ] |
| 14 giugno 2004 | 8 giugno 2009  | Gianpiero Enoch   | lista civica                      | Sindaco | [ 14 ] |
| 8 giugno 2009  | 26 maggio 2014 | Alfredo Corazza   | lista civica                      | Sindaco | [ 14 ] |
| 26 maggio 2014 | 10 giugno 2024 | Davide Temporelli | lista civica Ripartiamo da Ghemme | Sindaco | [ 14 ] |
| 10 giugno 2024 | in carica      | Mirko Barbavara   | lista civica ViviAmo Ghemme       | Sindaco | [ 14 ] |

## Sport
- A.S.D. Nuova Pallacanestro Ghemme: militante nel campionato C silver, fondata nel 1974
- A.S.D. Pro Ghemme: squadra di calcio militante in prima categoria.